# Nati nel 1982/Agosto
| Questa pagina contiene informazioni ricavate automaticamente dalle voci biografiche con l'ausilio del template Bio e di un bot. L'aggiornamento è periodico e automatico e ricostruisce completamente la pagina. Se manca una persona in questa lista, sei pregato di non aggiungerla, ma accertati piuttosto che la sua voce biografica contenga il template Bio e che i dati anagrafici siano correttamente compilati. Se il template Bio manca, inseriscilo tu stesso o, in alternativa, metti l'avviso {{tmp\|Bio}} che ne segnala la mancanza. Se i dati riportati sono sbagliati, correggi direttamente la voce biografica; le modifiche saranno visibili in questa lista entro pochi giorni. Per chiarimenti vedi il progetto biografie. La lista contiene solo le 420 persone che sono citate nell'enciclopedia e per le quali è stato implementato correttamente il template Bio. Pagina aggiornata al 18 ago 2025. |

- 1º agosto - Anthony Aquino, ex hockeista su ghiaccio canadese
- 1º agosto - Orelsan, rapper, produttore discografico e attore francese
- 1º agosto - Duane Erwin, ex cestista statunitense
- 1º agosto - Yūki Fukaya, ex calciatore giapponese
- 1º agosto - Kimberly Holland, modella statunitense
- 1º agosto - Saïd Itaev, lottatore russo
- 1º agosto - Akil Jakupi, ex calciatore albanese
- 1º agosto - Anthony Murphy, ex calciatore irlandese
- 1º agosto - Basem Fathi, calciatore giordano
- 1º agosto - Caroline Shaw, compositrice statunitense
- 1º agosto - Madison Mars, disc jockey e produttore discografico estone
- 1º agosto - Tatsuya Suzuki, ex calciatore giapponese
- 2 agosto - Kacjaryna Barysevič, giornalista bielorussa
- 2 agosto - Patrick Bechter, ex sciatore alpino austriaco
- 2 agosto - Lelio Bonaccorso, fumettista, illustratore e poeta italiano
- 2 agosto - Karl Dickson, ex rugbista a 15 e arbitro di rugby a 15 inglese
- 2 agosto - Luka Elsner, allenatore di calcio e ex calciatore sloveno
- 2 agosto - Winsome Frazier, ex cestista statunitense
- 2 agosto - Ahmad Ali Jaber, ex calciatore iracheno
- 2 agosto - Hélder Postiga, allenatore di calcio e ex calciatore portoghese
- 3 agosto - Nozomi Andō, attrice giapponese
- 3 agosto - Ira Brown, cestista statunitense
- 3 agosto - Viktor Chrjapa, ex cestista russo
- 3 agosto - Lee Cook, ex calciatore inglese
- 3 agosto - Jesse Lumsden, bobbista canadese
- 3 agosto - Ryan Mackenzie, politico statunitense
- 3 agosto - Domenico Maietta, dirigente sportivo e ex calciatore italiano
- 3 agosto - Eike Onnen, altista tedesco
- 3 agosto - Nyla Rose, wrestler statunitense
- 3 agosto - Elena Soboleva, mezzofondista russa
- 3 agosto - Robert Stadlober, attore, musicista e doppiatore austriaco
- 3 agosto - Aron Stevens, wrestler statunitense
- 3 agosto - Emerson José da Conceição, ex calciatore brasiliano
- 3 agosto - Everton Kempes dos Santos Gonçalves, calciatore brasiliano († 2016)
- 4 agosto - Saleh Abdulhameed, calciatore bahreinita
- 4 agosto - Blake Aldridge, tuffatore britannico
- 4 agosto - Luca Antonini, allenatore di calcio e ex calciatore italiano
- 4 agosto - Pablo Brenes, ex calciatore costaricano
- 4 agosto - Richard Ekunde, ex calciatore della Repubblica Democratica del Congo
- 4 agosto - Juliette Haigh, ex canottiera neozelandese
- 4 agosto - Jeon Mi-do, attrice sudcoreana
- 4 agosto - Darien Levani, scrittore, avvocato e giornalista albanese
- 4 agosto - David Mendes da Silva, ex calciatore olandese
- 4 agosto - Franco Migliori, cestista argentino
- 4 agosto - Rubinho, allenatore di calcio e ex calciatore brasiliano
- 4 agosto - Sergiu Stancu, allenatore di pallavolo e ex pallavolista rumeno
- 4 agosto - Seiichi Uchikawa, giocatore di baseball giapponese
- 5 agosto - Bruno China, ex calciatore portoghese
- 5 agosto - Liron Cohen, ex cestista israeliana
- 5 agosto - Gino Coutinho, ex calciatore olandese
- 5 agosto - Brian Johns, nuotatore canadese
- 5 agosto - Lolo Jones, ostacolista e bobbista statunitense
- 5 agosto - Jean Kasusula, ex calciatore della Repubblica Democratica del Congo
- 5 agosto - Jiří Koubský, ex calciatore ceco
- 5 agosto - Rick Merlo, pallanuotista statunitense
- 5 agosto - Michele Pazienza, allenatore di calcio e ex calciatore italiano
- 5 agosto - Roberto Rossini, politico italiano
- 5 agosto - Ryu Seung-min, tennistavolista sudcoreano
- 5 agosto - Wei Ning, tiratrice a volo cinese
- 5 agosto - Stefanie de Roux, modella panamense
- 6 agosto - Gabriella Arigò, ex cestista italiana
- 6 agosto - William Asher, sciatore nautico inglese
- 6 agosto - Jonathan Chimier, ex lunghista mauriziano
- 6 agosto - Adrianne Curry, modella statunitense
- 6 agosto - Karl Davies, attore britannico
- 6 agosto - Sergio van Dijk, ex calciatore olandese
- 6 agosto - Gaël Faye, rapper, cantante e scrittore francese
- 6 agosto - Romola Garai, attrice britannica
- 6 agosto - Leandro Gracián, ex calciatore argentino
- 6 agosto - Spice, cantante giamaicana
- 6 agosto - Jana Jacková, scacchista ceca
- 6 agosto - Sebastian Karbin, giocatore di football americano finlandese
- 6 agosto - Mitsunori Kihira, ex giocatore di football americano e allenatore di football americano giapponese
- 6 agosto - Joshua Longstaff, allenatore di pallacanestro statunitense
- 6 agosto - Mauro Matos, ex calciatore argentino
- 6 agosto - Anthony Obodai, ex calciatore ghanese
- 6 agosto - Kevin van der Perren, ex pattinatore artistico su ghiaccio belga
- 6 agosto - Renata Soñé, modella dominicana
- 6 agosto - Ryan Sypek, attore statunitense
- 6 agosto - Francesca Tubetti, politica italiana
- 6 agosto - Andrew Vanden Heuvel, astronomo statunitense
- 6 agosto - Charlie Whitehurst, giocatore di football americano statunitense
- 7 agosto - Yaya Adamou, ex cestista e allenatore di pallacanestro camerunese
- 7 agosto - Chang Ming-Huang, pesista e discobolo taiwanese
- 7 agosto - Bartłomiej Chwalibogowski, calciatore polacco
- 7 agosto - Abbie Cornish, attrice australiana
- 7 agosto - Iōsīf Daskalakīs, ex calciatore greco
- 7 agosto - Mariano Giallorenzo, dirigente sportivo e ex ciclista su strada italiano
- 7 agosto - Juan Martín Hernández, ex rugbista a 15 e giornalista argentino
- 7 agosto - Brit Marling, attrice e sceneggiatrice statunitense
- 7 agosto - Jana Kločkova, ex nuotatrice ucraina
- 7 agosto - Marco Melandri, pilota motociclistico italiano
- 7 agosto - Jacques Momha, ex calciatore camerunese
- 7 agosto - Vasilīs Spanoulīs, allenatore di pallacanestro e ex cestista greco
- 7 agosto - Shona Thorburn, ex cestista e allenatrice di pallacanestro canadese
- 7 agosto - Saman Veisi, ex cestista iraniano
- 7 agosto - Ester Vinci, attrice italiana
- 7 agosto - Martin Vučić, musicista e cantante macedone
- 8 agosto - Matthew Brown, ex giocatore di baseball statunitense
- 8 agosto - Jorge Luís Clavelo, calciatore cubano
- 8 agosto - Viktor Fasth, hockeista su ghiaccio svedese
- 8 agosto - David Florence, canoista britannico
- 8 agosto - Enrico Franzoi, ciclocrossista, ciclista su strada e mountain biker italiano
- 8 agosto - Brandon Gay, ex cestista statunitense
- 8 agosto - Vladimir Grigor'ev, pattinatore di short track ucraino
- 8 agosto - Chris Lake, disc jockey scozzese
- 8 agosto - Raef, cantante statunitense
- 8 agosto - Yūta Watase, ex saltatore con gli sci giapponese
- 8 agosto - Yuri de Souza, ex calciatore brasiliano
- 9 agosto - Joel Anthony, ex cestista canadese
- 9 agosto - Andre Collins, ex cestista statunitense
- 9 agosto - Tyson Gay, velocista statunitense
- 9 agosto - Kate Siegel, attrice e sceneggiatrice statunitense
- 9 agosto - Takuto Hayashi, allenatore di calcio e ex calciatore giapponese
- 9 agosto - Daniel Henshall, attore australiano
- 9 agosto - Robert Häggblom, ex pesista finlandese
- 9 agosto - Vüsal Hüseynov, ex calciatore azero
- 9 agosto - Andrea Iaia, attore italiano
- 9 agosto - Stephen Chemlany, ex maratoneta keniota
- 9 agosto - Lee Young-eun, attrice sudcoreana
- 9 agosto - Jes Macallan, attrice e modella statunitense
- 9 agosto - Nando Matola, calciatore mozambicano († 2007)
- 9 agosto - Jason McGuinness, ex calciatore irlandese
- 9 agosto - Lilit Mkrtchian, scacchista armena
- 9 agosto - Bayron Piedra, mezzofondista e maratoneta ecuadoriano
- 9 agosto - Anthony Raneri, cantante, chitarrista e produttore discografico statunitense
- 9 agosto - Ekaterina Samucevič, cantante e attivista russa
- 9 agosto - Andrea Scotti Galletta, allenatore di pallanuoto e ex pallanuotista italiano
- 9 agosto - David Simon, cestista statunitense
- 9 agosto - Kanstancin Siŭcoŭ, ex ciclista su strada bielorusso
- 9 agosto - Benedict Vilakazi, ex calciatore sudafricano
- 10 agosto - John Alvbåge, ex calciatore svedese
- 10 agosto - Devon Aoki, modella e attrice statunitense
- 10 agosto - Stefan Basson, rugbista a 15 e allenatore di rugby a 15 sudafricano
- 10 agosto - Shpëtim Hasani, ex calciatore kosovaro
- 10 agosto - Olof Hvidén-Watson, ex calciatore svedese
- 10 agosto - Shaun Murphy, giocatore di snooker inglese
- 10 agosto - Vincent Rodriguez III, attore, cantante e ballerino statunitense
- 11 agosto - Emily Bevan, attrice inglese
- 11 agosto - David Generelo, allenatore di calcio e ex calciatore spagnolo
- 11 agosto - Dillan Lauren, ex attrice pornografica statunitense
- 11 agosto - Andy Lee, giocatore di football americano statunitense
- 11 agosto - Audrey Lindvall, modella statunitense († 2006)
- 11 agosto - Daher Mohamed Kadar, calciatore gibutiano
- 11 agosto - Daniele Rielli, scrittore italiano
- 11 agosto - Wilko Risser, ex calciatore namibiano
- 11 agosto - Safiou Salifou, ex calciatore togolese
- 11 agosto - Wanchalerm Satsaksit, attivista thailandese
- 11 agosto - Beniamino Scibilia, lottatore italiano
- 11 agosto - Jesse Smith, ex cestista statunitense
- 11 agosto - Anastasija Tambovceva, ex slittinista e ex bobbista russa
- 11 agosto - Sol Zanetti, politico canadese
- 12 agosto - Tadesse Abraham, ex maratoneta eritreo
- 12 agosto - Najmeh Abtin, ex arciera iraniana
- 12 agosto - Ian Azzopardi, ex calciatore maltese
- 12 agosto - Glen Barry, attore irlandese
- 12 agosto - Saïd Boutahar, ex calciatore olandese
- 12 agosto - Sacha Dalcol, giornalista, conduttore radiofonico e conduttore televisivo svizzero
- 12 agosto - Gerald Fitch, ex cestista statunitense
- 12 agosto - Boban Grnčarov, allenatore di calcio e ex calciatore macedone
- 12 agosto - Bernhard Gruber, combinatista nordico austriaco
- 12 agosto - Andrew Hurd, nuotatore canadese
- 12 agosto - David Jackson, cestista statunitense
- 12 agosto - Jonathan King, pallavolista portoricano
- 12 agosto - Geōrgios Kousas, ex calciatore greco
- 12 agosto - María José Martínez Sánchez, ex tennista spagnola
- 12 agosto - Ashley Robinson, ex cestista statunitense
- 12 agosto - Yulianne Rodríguez, ex cestista cubana
- 12 agosto - Rien Schuurhuis, ciclista su strada olandese
- 12 agosto - Alexandros Tzorvas, ex calciatore greco
- 12 agosto - Meryem Uzerli, attrice tedesca
- 12 agosto - Joselito Vaca, calciatore boliviano
- 13 agosto - Max Alberti, attore e musicista tedesco
- 13 agosto - Diego Cabrera, ex calciatore boliviano
- 13 agosto - Luis Da Silva Jr., cestista e attore statunitense
- 13 agosto - Shani Davis, pattinatore di velocità su ghiaccio e pattinatore di short track statunitense
- 13 agosto - Sarah Huckabee Sanders, politica e manager statunitense
- 13 agosto - Sam Koch, ex giocatore di football americano statunitense
- 13 agosto - Gary McSheffrey, allenatore di calcio e ex calciatore inglese
- 13 agosto - Sebastian Stan, attore rumeno
- 13 agosto - Ray Willis, ex giocatore di football americano statunitense
- 13 agosto - Talib Wise, ex giocatore di football americano e allenatore di football americano statunitense
- 13 agosto - Robin Zielhorst, bassista olandese
- 14 agosto - Simon Andrews, pilota motociclistico britannico († 2014)
- 14 agosto - David Call, attore statunitense
- 14 agosto - Mangué Camara, ex calciatore guineano
- 14 agosto - Suroor Salim, ex calciatore emiratino
- 14 agosto - Christi Thomas, ex cestista statunitense
- 14 agosto - Dominique Wacalie, allenatore di calcio e ex calciatore
- 15 agosto - Rory Best, ex rugbista a 15 britannico
- 15 agosto - Adam Cole, ex sciatore alpino statunitense
- 15 agosto - David Harrison, ex cestista statunitense
- 15 agosto - Colombre, cantautore italiano
- 15 agosto - Johnnie Jackson, ex calciatore inglese
- 15 agosto - Silvia La Notte, kickboxer e pugile italiana
- 15 agosto - Joris Marveaux, allenatore di calcio e ex calciatore francese
- 15 agosto - Dirk Orlishausen, ex calciatore tedesco
- 15 agosto - Lia Quartapelle, politica italiana
- 15 agosto - Ri Yong-gwang, calciatore nordcoreano
- 15 agosto - Emilia Tłumak, ex cestista polacca
- 15 agosto - Alessandro Zamperini, ex calciatore italiano
- 16 agosto - Eder Baù, calciatore italiano
- 16 agosto - Jonathan Bouck, attore canadese
- 16 agosto - Marta Čakić, ex cestista croata
- 16 agosto - Edoardo Catinali, calciatore italiano
- 16 agosto - Ekaterina Demagina, ex cestista russa
- 16 agosto - Cam Gigandet, attore statunitense
- 16 agosto - Mynor González, ex calciatore guatemalteco
- 16 agosto - Todd Haberkorn, doppiatore statunitense
- 16 agosto - Keri Herman, ex sciatrice freestyle statunitense
- 16 agosto - Petr Koukal, hockeista su ghiaccio ceco
- 16 agosto - Joleon Lescott, allenatore di calcio e ex calciatore inglese
- 16 agosto - Franklin López, ex calciatore nicaraguense
- 16 agosto - Stefan Maierhofer, allenatore di calcio e ex calciatore austriaco
- 16 agosto - Nino Pekarić, ex calciatore serbo
- 16 agosto - Elena Riccardi, ex cestista italiana
- 16 agosto - Viktor Rönneklev, ex calciatore svedese
- 16 agosto - Teodor Salparov, pallavolista bulgaro
- 16 agosto - Julia Schruff, ex tennista tedesca
- 16 agosto - Ljubov' Volosova, lottatrice russa
- 17 agosto - Hassan Abdel-Fattah, allenatore di calcio e ex calciatore giordano
- 17 agosto - Hakan Arıkan, ex calciatore turco
- 17 agosto - Jessie Burton, scrittrice e attrice teatrale britannica
- 17 agosto - Cheerleader Melissa, wrestler statunitense
- 17 agosto - Ryan Driller, attore pornografico statunitense
- 17 agosto - Jean-Paul Habyarimana, ex calciatore ruandese
- 17 agosto - Phil Jagielka, ex calciatore inglese
- 17 agosto - Limbert Méndez, calciatore boliviano
- 17 agosto - Carl Naibo, ex ciclista su strada francese
- 17 agosto - Jon Olsson, ex sciatore freestyle e sciatore alpino svedese
- 17 agosto - Mark Salling, attore, musicista e cantante statunitense († 2018)
- 17 agosto - Karim Ziani, ex calciatore algerino
- 18 agosto - Jennifer Dark, attrice pornografica ceca
- 18 agosto - Florian Kringe, ex calciatore tedesco
- 18 agosto - Michal Pančík, calciatore slovacco
- 18 agosto - Matteo Perego di Cremnago, politico italiano
- 18 agosto - Rafael Ramos Lozano, calciatore spagnolo
- 18 agosto - Rolando Sarabia, ex ballerino cubano
- 18 agosto - Julian Sensley, ex cestista statunitense
- 18 agosto - Matt Thompson, calciatore australiano
- 19 agosto - Jens Berthel Askou, allenatore di calcio e ex calciatore danese
- 19 agosto - Gabriella Bascelli, ex canottiera italiana
- 19 agosto - Simone Bertazzo, bobbista italiano
- 19 agosto - Sebastián Cacciola, ex cestista argentino
- 19 agosto - Erika Christensen, attrice statunitense
- 19 agosto - Amara Diané, ex calciatore ivoriano
- 19 agosto - Melissa Fumero, attrice statunitense
- 19 agosto - Kenneth Gustafsson, ex calciatore svedese
- 19 agosto - J.J. Hardy, giocatore di baseball statunitense
- 19 agosto - Stipe Miocic, artista marziale misto statunitense
- 19 agosto - Steve Ott, allenatore di hockey su ghiaccio e ex hockeista su ghiaccio canadese
- 19 agosto - Kevin Rans, astista belga
- 19 agosto - Snežana Rodič, triplista slovena
- 19 agosto - Manuel Lopes, ex calciatore mozambicano
- 20 agosto - Muamer Abdulrab, calciatore qatariota († 2021)
- 20 agosto - Cléber Luis Alberti, ex calciatore brasiliano
- 20 agosto - Aleksandr Amisulashvili, ex calciatore georgiano
- 20 agosto - Laura Braga, fumettista e illustratrice italiana
- 20 agosto - Roal Caesar, ex cestista americo-verginiano
- 20 agosto - Laura Donnelly, attrice nordirlandese
- 20 agosto - Angelo Duro, comico, personaggio televisivo e attore italiano
- 20 agosto - Gad Elbaz, cantante israeliano
- 20 agosto - Youssouf Hersi, ex calciatore etiope
- 20 agosto - Joshua Kennedy, ex calciatore australiano
- 20 agosto - Ekaterina Borisovna Kondaurova, danzatrice russa
- 20 agosto - Oleksandr Kubrakov, politico ucraino
- 20 agosto - Masaru Kurotsu, ex calciatore giapponese
- 20 agosto - Mijaín López, ex lottatore cubano
- 20 agosto - Saïd Makasi, ex calciatore ruandese
- 20 agosto - Marcos Antônio Malachias Júnior, ex calciatore brasiliano
- 20 agosto - Meghan Ory, attrice canadese
- 20 agosto - Arisa, cantautrice e personaggio televisivo italiana
- 20 agosto - Morten Ravlo, giocatore di calcio a 5 e ex calciatore norvegese
- 20 agosto - Boris Špilevskij, ex ciclista su strada russo
- 21 agosto - Kim Andersson, pallamanista svedese
- 21 agosto - Jorge De Olivera, ex calciatore argentino
- 21 agosto - Denni Rocha dos Santos, ex calciatore brasiliano
- 21 agosto - Oliver Kirch, ex calciatore tedesco
- 21 agosto - Roy Myrie, ex calciatore costaricano
- 21 agosto - Marc Pujol, calciatore andorrano
- 21 agosto - Corinne Rey, fumettista francese
- 21 agosto - Clyde Simms, ex calciatore statunitense
- 21 agosto - Rekha Thapa, attrice, modella e produttrice cinematografica nepalese
- 21 agosto - Francisco Vallejo Pons, scacchista spagnolo
- 22 agosto - Carol Bensimon, scrittrice e traduttrice brasiliana
- 22 agosto - Janina Flieger, attrice tedesca
- 22 agosto - Živko Gocić, ex pallanuotista e allenatore di pallanuoto serbo
- 22 agosto - Caity Matter, ex cestista statunitense
- 22 agosto - Peter Nymann, ex calciatore danese
- 22 agosto - Boys Noize, disc jockey e compositore tedesco
- 22 agosto - Marco Wölfli, ex calciatore svizzero
- 23 agosto - Domagoj Abramović, ex calciatore croato
- 23 agosto - Daniel Blomgren, ex calciatore svedese
- 23 agosto - Viktor Buraev, ex marciatore russo
- 23 agosto - Greta Cicolari, pallavolista e giocatrice di beach volley italiana
- 23 agosto - Daniela Collu, conduttrice radiofonica e conduttrice televisiva italiana
- 23 agosto - Natalie Coughlin, nuotatrice statunitense
- 23 agosto - Alan Dunne, ex calciatore irlandese
- 23 agosto - Felice Evacuo, ex calciatore italiano
- 23 agosto - Siniša Linić, ex calciatore croato
- 23 agosto - Steven MacLean, ex calciatore scozzese
- 23 agosto - Flori Mumajesi, cantante, cantautore e produttore discografico albanese
- 23 agosto - Emmanuel Osei, ex calciatore ghanese
- 23 agosto - Roland Schlosser, schermidore austriaco
- 23 agosto - Jan Siewert, allenatore di calcio e ex calciatore tedesco
- 23 agosto - Cristian Tudor, calciatore rumeno († 2012)
- 23 agosto - Brandon Tyler, attore statunitense
- 23 agosto - Trevor Wright, attore e modello statunitense
- 24 agosto - Anders Bardal, ex saltatore con gli sci norvegese
- 24 agosto - Michael Boley, giocatore di football americano statunitense
- 24 agosto - José Bosingwa, ex calciatore portoghese
- 24 agosto - Céline Imart, agricoltrice, sindacalista e politica francese
- 24 agosto - Kim Källström, ex calciatore svedese
- 24 agosto - Glenn Atle Larsen, ex calciatore norvegese
- 24 agosto - Mauricio Mina, ex calciatore colombiano
- 24 agosto - Dwayne Mitchell, ex cestista statunitense
- 24 agosto - Tomáš Mrázek, arrampicatore ceco
- 25 agosto - Lucia Azzolina, politica e docente italiana
- 25 agosto - Choi Min-kyung, ex pattinatrice di short track sudcoreana
- 25 agosto - Amarildo Dimo, ex calciatore albanese
- 25 agosto - Benjamin Diskin, attore e doppiatore statunitense
- 25 agosto - Jung Jae-sung, giocatore di badminton sudcoreano († 2018)
- 25 agosto - Alain Kohl, tuffatore lussemburghese
- 25 agosto - Luboš Loučka, ex calciatore ceco
- 25 agosto - Ntò, rapper italiano
- 25 agosto - Nick Schultz, ex hockeista su ghiaccio canadese
- 25 agosto - Paula Seguí, ex cestista spagnola
- 25 agosto - Matthias Steiner, ex sollevatore austriaco
- 26 agosto - Nikolaj Apalikov, pallavolista russo
- 26 agosto - Victoria Blackledge, allenatrice di rugby a 15 e ex rugbista a 15 neozelandese
- 26 agosto - Nazneen Contractor, attrice indiana
- 26 agosto - Angelo Iorio, ex calciatore italiano
- 26 agosto - Tuğçe Kazaz, attrice e modella turca
- 26 agosto - Lee El, attrice sudcoreana
- 26 agosto - Priscilla Lopes-Schliep, ostacolista canadese
- 26 agosto - Anderson Grasiane de Mattos Silva, calciatore brasiliano
- 26 agosto - John Mulaney, comico, attore e sceneggiatore statunitense
- 26 agosto - Bernadette Ngoyisa, ex cestista della Repubblica Democratica del Congo
- 26 agosto - Bogdan Piščal'nikov, discobolo russo
- 26 agosto - Marco Ramondino, allenatore di pallacanestro italiano
- 26 agosto - Marco Rizzo, ex hockeista su ghiaccio italiano
- 26 agosto - Petey Williams, ex wrestler canadese
- 26 agosto - Anna Šorina, sincronetta russa
- 27 agosto - Arthuro Henrique Bernhardt, ex calciatore brasiliano
- 27 agosto - Cristian Domínguez, ex giocatore di calcio a 5 spagnolo
- 27 agosto - Duke Dumont, disc jockey e produttore discografico britannico
- 27 agosto - Andre Emmett, cestista statunitense († 2019)
- 27 agosto - Fabio Ghidoni, attore italiano
- 27 agosto - Alex da Kid, produttore discografico britannico
- 27 agosto - Édgar Adolfo Hernández, ex calciatore messicano
- 27 agosto - Ebony Hoffman, ex cestista e allenatrice di pallacanestro statunitense
- 27 agosto - Lancaster Joseph, calciatore grenadino
- 27 agosto - Bergüzar Korel, attrice turca
- 27 agosto - Maggie Lau, attrice e cantante cinese
- 27 agosto - Helgi Magnússon, ex cestista e allenatore di pallacanestro islandese
- 27 agosto - Evgenij Medvedev, hockeista su ghiaccio russo
- 27 agosto - Damien Monier, ex ciclista su strada e pistard francese
- 27 agosto - Kevin Roelandts, ex calciatore belga
- 27 agosto - Baptiste Rollier, orientista svizzero
- 27 agosto - Mantas Savėnas, ex calciatore lituano
- 27 agosto - Sam Tarry, politico britannico
- 27 agosto - Ben Williams, ex calciatore inglese
- 27 agosto - Volkan Yaman, ex calciatore turco
- 28 agosto - Anderson Silva de França, ex calciatore brasiliano
- 28 agosto - Darren Brooks, ex cestista statunitense
- 28 agosto - Gionna Cabrera, modella filippina
- 28 agosto - Pichitphong Choeichiu, calciatore thailandese
- 28 agosto - Kelly Thiebaud, attrice statunitense
- 28 agosto - Tricia Homer, modella statunitense
- 28 agosto - Yūma Ishigaki, attore giapponese
- 28 agosto - Kahê, ex calciatore brasiliano
- 28 agosto - Manú, ex calciatore portoghese
- 28 agosto - Kevin McNaughton, ex calciatore scozzese
- 28 agosto - Thiago Motta, allenatore di calcio e ex calciatore brasiliano
- 28 agosto - Rodrigue Moundounga, ex calciatore gabonese
- 28 agosto - Karo Parisyan, artista marziale misto statunitense
- 28 agosto - LeAnn Rimes, cantante e attrice statunitense
- 28 agosto - Ernest Scott, ex cestista e allenatore di pallacanestro statunitense
- 29 agosto - Kamel Al-Mousa, ex calciatore saudita
- 29 agosto - Talita Antunes, giocatrice di beach volley brasiliana
- 29 agosto - Wilman Conde, ex calciatore colombiano
- 29 agosto - Carlos Delfino, cestista argentino
- 29 agosto - Yakhouba Diawara, ex cestista francese
- 29 agosto - Vincent Enyeama, ex calciatore nigeriano
- 29 agosto - Maria Feichter, ex slittinista italiana
- 29 agosto - Echo Kellum, attore statunitense
- 29 agosto - A+, rapper statunitense
- 29 agosto - Michael Phillips, rugbista a 15 britannico
- 29 agosto - Marina Aleksandrova, attrice russa
- 29 agosto - Mathías Riquero, ex calciatore uruguaiano
- 29 agosto - Predrag Sikimić, ex calciatore serbo
- 29 agosto - Matteo Villani, siepista italiano
- 30 agosto - Atsushi Abe, nuotatore artistico giapponese
- 30 agosto - Samuel Camazzola, ex calciatore brasiliano
- 30 agosto - Alina Alexandra Dumitru, judoka rumena
- 30 agosto - Bianka Lamade, ex tennista tedesca
- 30 agosto - Rocco Pietrantonio, ex modello e personaggio televisivo italiano
- 30 agosto - Vukašin Poleksić, ex calciatore montenegrino
- 30 agosto - Andy Roddick, ex tennista statunitense
- 30 agosto - Lisa Seiffert, modella australiana
- 30 agosto - John Steffensen, ex velocista australiano
- 30 agosto - Madoka Yonezawa, doppiatrice giapponese
- 31 agosto - Oscar Ahumada, ex calciatore argentino
- 31 agosto - Jordan Babineaux, ex giocatore di football americano statunitense
- 31 agosto - Juan Ciscomani, politico statunitense
- 31 agosto - Douglas Corsini, giocatore di calcio a 5 brasiliano
- 31 agosto - Ian Crocker, ex nuotatore statunitense
- 31 agosto - Chris Duhon, ex cestista e allenatore di pallacanestro statunitense
- 31 agosto - Michiel Elijzen, dirigente sportivo e ex ciclista su strada olandese
- 31 agosto - Erek Hansen, ex cestista statunitense
- 31 agosto - Christopher Katongo, ex calciatore zambiano
- 31 agosto - Serhij Kuznecov, allenatore di calcio e ex calciatore ucraino
- 31 agosto - Łukasz Mierzejewski, ex calciatore polacco
- 31 agosto - Pablo Munhoz, ex calciatore uruguaiano
- 31 agosto - Patrick Nuo, cantante svizzero
- 31 agosto - Daniel Omielańczuk, artista marziale misto polacco
- 31 agosto - Michail Prakapenka, pentatleta bielorusso
- 31 agosto - Pepe Reina, allenatore di calcio e ex calciatore spagnolo
- 31 agosto - Stephen Wellman, ex calciatore maltese
- 31 agosto - G. Willow Wilson, fumettista e scrittrice statunitense